# Bárándi-patak
A 4,73 km hosszúságú Bárándi-patak a Zalaapáti-hát területén ered, Dióskál központjától nyugati irányban, Alsókál-Szegfalu településrésztől keletre, ahol egy kis tava is van.
Útja során Dióskálon belül Alsókál településrészen a Kossuth Lajos utcával párhuzamosan először északkeletre, majd a dióskáli Béke tértől, a Petőfi Sándor utcával párhuzamosan egészen a Zalavárnál lévő torkolatáig keleti irányban halad.
Mivel Alsókál településen a Kossuth Lajos utcától közvetlenül keletre folyik a Bárándi-patak, viszont az utca itteni házainak telekhatára az utca egy szakaszán teljesen a patakig tart, ezért a Kossuth Lajos utcának keleti házsorát egy szakaszon (a Béke térhez közelebbi részén) minden telken külön-külön, az utcáról csak a patak fölé épített, erre alkalmas teherbírású beállókon lehet gépjárművel vagy gyalogosan megközelíteni. A patak fölötti beállóknak a környéken kissé szokatlan módon jelentősebb szélességét és mélységet kell áthidalniuk, mivel a patak ezeken a részeken egy átlagos ároknál valamivel mélyebb és szélesebb, mesterséges betonmederben fut. A Bárándi-pataknak az utca és a telekhatár közé az említett módon való közbeékelődése a patak mentén máshol nem fordul elő, és a Kossuth Lajos utca délebbi részén van a pataktól keletre is egy párhuzamos út, így nem egyesével, telkenként kell a patakot áthidalni.
Egeraracsán szintén keleti irányú a Bárándi-patak medre, ahol a falu pataktól északi nagyobb és déli kisebb részeit a Kossuth Lajos utca Bárándi-patakot átívelő hídja köti össze. A hídtól keletre Egeraracsán két jelentősebb víztározó tavat fűz fel, melyek horgászati és idegenforgalmi szempontból is ismertek. A közigazgatásilag már Esztergályhorvátihoz tartozó, külterületi lakott hely jellegű Bárándpusztán két kis halastava van, ahol a 7522-es út kis hídja vezet át észak-déli irányból a patakon. A Bárándi-patak a Kis-Balaton Hídvégi-tavának északi részétől körülbelül 400 méterre északra, Esztergályhorváti-Zalavár közigazgatási határán éri el a Zala folyót.
A Zalaapáti-hát erősen dombos vidéken futó 7526-os út Dióskáltól Bárándpusztáig tartó legnagyobb része a Bárándi-patak völgyében létesült, az utóbbi települési szempontból szintén fontos, mivel a dombos tájon Dióskál, illetve Egeraracsa községek lakóterületei a patak, illetve mellékvizei mentén települtek. 
A Bárándi-patak festői szépségű völgye és tavai tájképileg, vízgazdálkodásilag és a horgászatot tekintve is fontosak.
A patak a NYUDUKÖVIZIG Zala tervezési alegységének részét képezi.
A Bárándi-patak és a Hajdú-Bihar vármegyei Báránd község között csak névazonosság áll fenn.

## Part menti települések
- Dióskál
- Egeraracsa
- Esztergályhorváti külterülete (Bárándpuszta)
- Zalavár külterülete